# Scoliorhapis
Genre
Synonymes
- Scoiiodota[2]
- Scoliodota Heding, 1928[2]
- Scoliodotella Oguro, 1961[2]

Scoliorhapis est un genre d'holothuries (concombres de mer) de la famille des Chiridotidae.

## Liste des genres
Selon World Register of Marine Species (5 octobre 2020) :
- Scoliorhapis biopearli O'Loughlin & VandenSpiegel, 2010
- Scoliorhapis dianthus Solis-Marin, Komatsu, Soliman, Uchida, Shimotani & Nozaki, 2014
- Scoliorhapis lindbergi (D'yakonov in D'yakonov et al., 1958)
- Scoliorhapis massini O'Loughlin & VandenSpiegel, 2010
- Scoliorhapis sesokoensis Yamana & Tanaka, 2017
- Scoliorhapis stepanovi Smirnov & Panina, 2017
- Scoliorhapis theelii (Heding, 1928)

## Publication originale
- (en) Hubert Lyman Clark, « The Echinoderm Fauna of Australia: Its Composition and Its Origin », Publications of the Carnegie Institution of Washington, Washington, Inconnu, vol. 566,‎ 1946, p. 1-567 (ISSN 0099-4936, OCLC 1553400).